# Xalberto
Xalberto (Carlos Alberto Paes Oliveira) é um cartunista brasileiro. Participou da famosa revista Balão (1972), primeiro gibi underground brasileiro, com a série Contos de Nenhum Lugar, mais tarde redesenhadas e editadas em livro pela Editora Massao Ohno (1979). Seguiram-se o álbum Íncaro (1980), a revista Divina Comédia (1987) e o álbum  O Paulistano da Glória (2004), que recebeu o 17.º Troféu HQ Mix.